# Matthew Rossiter
Matthew Edward Rossiter (25 de septiembre de 1989) es un deportista británico que compite en remo.
Ganó dos medallas de bronce en el Campeonato Mundial de Remo, en los años 2017 y 2019, y dos medallas de oro en el Campeonato Europeo de Remo, en los años 2019 y 2021.
Participó en los Juegos Olímpicos de Tokio 2020, ocupando el cuarto lugar en la prueba de cuatro sin timonel.

## Palmarés internacional
| Campeonato Mundial | Campeonato Mundial        | Campeonato Mundial | Campeonato Mundial |
| Año                | Lugar                     | Medalla            | Prueba             |
| ------------------ | ------------------------- | ------------------ | ------------------ |
| 2017               | Sarasota (Estados Unidos) | Medalla de bronce  | Cuatro sin timonel |
| 2019               | Ottensheim (Austria)      | Medalla de bronce  | Cuatro sin timonel |
| Campeonato Europeo |                           |                    |                    |
| Año                | Lugar                     | Medalla            | Prueba             |
| 2019               | Lucerna (Suiza)           | Medalla de oro     | Cuatro sin timonel |
| 2021               | Varese (Italia)           | Medalla de oro     | Cuatro sin timonel |